# Лари Бърд
Лери Бърд (на английски: Larry Joe Bird), роден на 7 декември 1956 г. е бивш американски баскетболист, смятан за един от най-добрите играчи за всички времена и може би най-добрият стрелец в последните минути на решителен мач.
Бърд играе 13 сезона в НБА в отбора на Бостън Селтикс с легендарния номер 33. Висок 206 см, той играе предимно на поста леко крило, като заедно със съотборниците си Кевин Макхейл (тежко крило) и Робърт Периш (център) донасят последните 3 шампионски титли на Бостън до този момент в лигата, като тримата си спечелват и прякора „Светата троица на баскетбола“. През 1996 г. Бърд е избран сред в 50-те най-добри играча в историята на НБА, а през 1998 г. е приет и в Залата на славата на баскетбола.

## Биография
Роден е в Уест Баден Спрингс, като израства в това и в съседното градче Френч Лик, където често е изпращан при баба си дядо си, поради изключителната бедност на неговите родители. Финансовите проблеми на семейството са съпроводени и с алкохолизма на баща му Джо Бърд, което води до развод на родителите му през 1975 г. След развода баща му се самоубива.
Въпреки домашните проблеми, Бърд става звезда на училищния отбор и най-резултатния играч в историята на гимназията. Неговата снимка виси в училището, което днес се намира на булеварда „Лари Бърд“ във Френч Лик.
Заради изключителните си баскетболни умения Бърд получава стипендия за престижния университет Индиана през 1974 г. Баскетболният отбор на университета е сред най-добрите в страната и е воден от легендарния треньор Боби Найт. Само 1 месец след постъпването си обаче Бърд напуска и се връща в родното си градче. Там той се оженва за приятелката си от гимназията Джанет Кондра. Бракът продължава само 11 месеца, но от него Бърд има дъщеря (Кори), която той първоначално отказва да признае, а по-късно отказва да вижда.

## Кариера
След развода Бърд се присъединява към университета на Индиана Стейт, където в 3-тия си сезона с отбора (1978 – 79) го извежда до финала за шампионската титла на университетското първенство. Преди финала Индиана Стейт има 33 поредни победи и нито една загуба през сезона. В спора за титлата обаче Бърд е победен от водения от Меджик Джонсън отбор на Мичиган Стейт. Бърд завършва кариерата си като петия най-резултатен баскетболист в историята на университетското първенство, както и с внушителната средна резултатност от 33,4 точки на мач.
Легендарният треньор и мениджър на Бостън Ред Ауербах избира Бърд под № 6 в драфта през 1978 г., въпреки че Келтите не са сигурни дали той ще реши да премине в НБА или ще изкара последната си година в университета. Година по-късно Бърд подписва едногодишен договор с Бостън срещу сумата от 650 000 долара, което го прави най-скъпо платения новобранец в историята на лигата.
Присъствието на Лари Бърд в Бостън се усеща веднага. През сезона 1978 – 79 Келтите записват едва 29 победи и 53 загуби през сезона. Година по-късно, воден от Бърд, Бостън постига 61 победи срещу 21 загуби, което е най-добрият резултат в лигата. Бърд е избран за новобранец на годината, но във финала на Източната конференция Бостън губи от Филаделфия 76.
През следващия сезон в Бостън идват Макхейл и Периш и Келтите успяват да преодолеят Филадефия 76 във финалите на Изток, въпреки че отстъпват в серията с 1 – 3 победи. Във финала Бостън побеждава с 4 – 2 Хюстън Рокетс и Бърд печели първата си шампионска титла.
Бърд печели още 2 шампионски титли (през 1984 и 1986), както и на 2 пъти трябва да преклони глава във финалите пред съперника си още от университетските години Меджик Джонсън и водения от него отбор на Лос Анджелис Лейкърс (1985 и 1987). Съперничеството между Бърд и Меджик, както и между техните отбори Бостън и Лос Анджелис, възражда НБА и спасява лигата от фалит.
Въпреки голямото съперничество между двамата, Бърд и Меджик стават много добри приятели. Двамата за първи път се виждат извън игрището през 1986 г. по време на снимки за реклама на Converse. По време на тържествената церемония по оттеглянето на Бърд през 1993 г. в емоционално изказване пред препълнените трибуни на залата „Бостън Гардън“ Меджик го описва като „приятел завинаги“.
За 12 години в лигата Лари Бърд е избран три пъти за MVP (Най-полезен играч) на редовния сезон (1984, 1985 и 1986), както и три пъти за MVP във финалите (1981, 1984 и 1986). Има 12 участия в Мача на звездите, като веднъж (1982) е избран и за MVP в тези срещи. Попада 9 пъти в първия отбор на лигата.
През 1992 г. печели и олимпийския златен медал в баскетбола с отбора на САЩ, известен още като „Отбора мечта“ (‘’Dream Team’’).
Лари Бърд се връща в НБА като треньор на Индиана Пейсърс през сезона 1997 – 98. Въпреки че няма абсолютно никакъв опит на този пост, за 3 години в Индиана Бърд извежда Пешеходците на два пъти до финалите на Източната конференция, а в последната си година (2000) и до финалите на НБА, където по ирония на съдбата отново губи спора за титлата от Лос Анджелис Лейкърс.